# Гостинская
Гостинская — деревня в Харовском районе Вологодской области.
Входит в состав Разинского сельского поселения (с 1 января 2006 года по 8 апреля 2009 года входила в Шевницкое сельское поселение), с точки зрения административно-территориального деления — в Шевницкий сельсовет.
Расстояние до районного центра Харовска по автодороге — 41 км, до центра муниципального образования Горы по прямой — 11 км. Ближайшие населённые пункты — Бурчевская, Лариониха, Лукинская, Максимовская.
По переписи 2002 года население — 10 человек.